# St Dogmaels
St Dogmaels (in lingua gallese: Llandudoch; 1.100 ab. ca.) è un villaggio con status di community del Galles sud-occidentale, facente parte della contea del Pembrokeshire e situato lungo l'estuario sulla baia di Cardigan del fiume Teifi.

## Geografia fisica

### Territorio
Il villaggio di St Dogmaels si trova nel Pembrokeshire settentrionale, al confine con la contea di Ceredigion ed è situato lungo il limite settentrionale del sentiero Pembrokeshire, a nord-est delle Preseli Hills e a pochi chilometri ad ovest della città di Cardigan (Ceredigion).

## Monumenti e luoghi d'interesse

### Architetture religiose

#### Abbazia di St Dogmaels

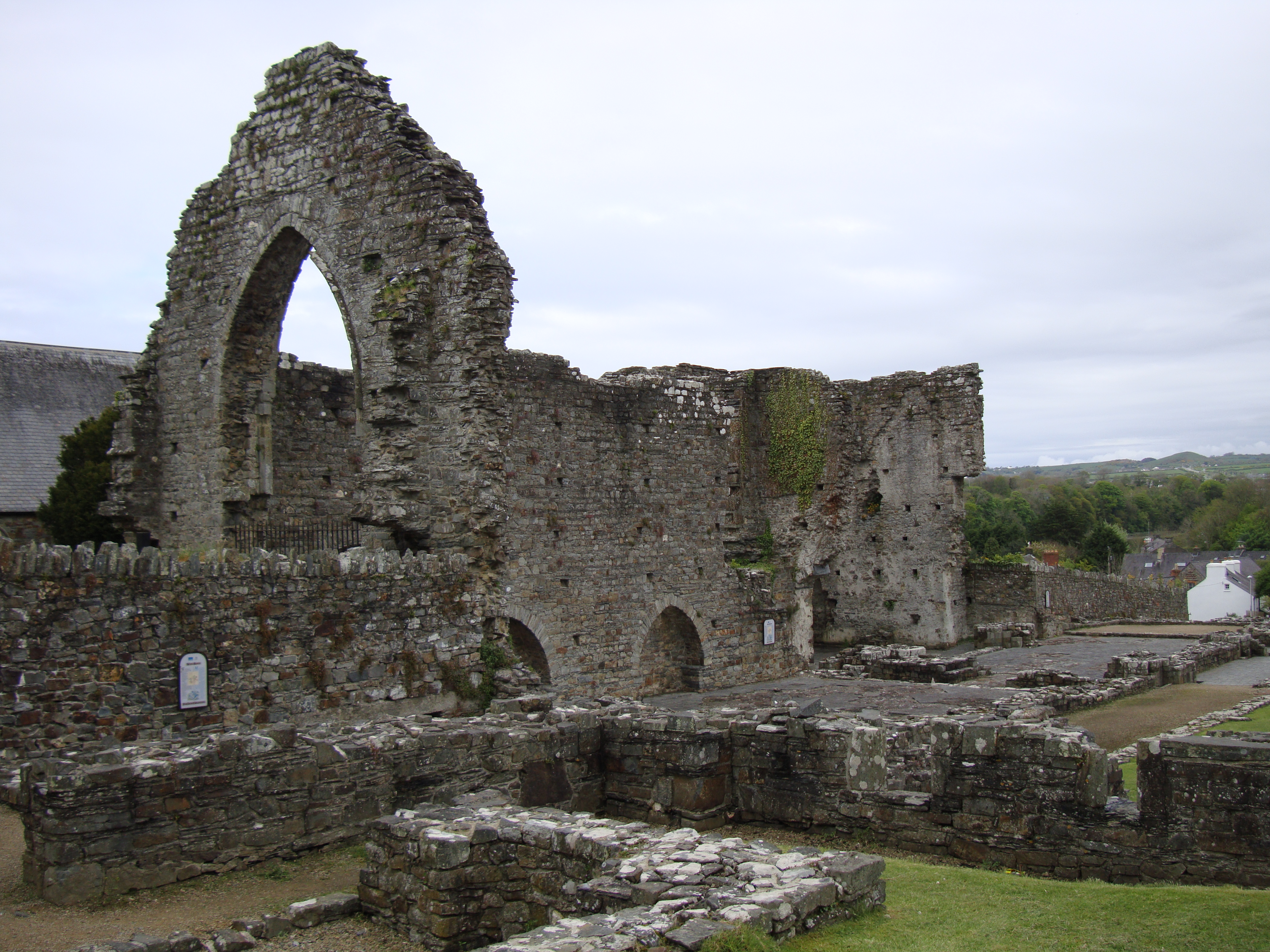
Le rovine dell'abbazia di St Dogmaels

L'edificio più famoso della città è l'abbazia di St Dogmaels, un'abbazia fondata nel 1115 da Robert fitz Martin e da sua moglie Maud Peverel.

#### Chiesa parrocchiale di San Tommaso Martire
Altro edificio degno di nota è la chiesa parrocchiale di San Tommaso Martire, che conserva una pietra con iscrizioni in caratteri ogamici.

### Architetture civili

#### Y Felin
Nella cittadina si trova inoltre un mulino ad acqua chiamato Y Felin, che risale al 1640 circa.

### Aree naturali
- Poppit Sands beach[3]

## Società

### Evoluzione demografica
Al censimento del 2011, St Dogmaels contava una popolazione pari a 1.117 abitanti.